# Fehérorosz labdarúgó-válogatott
A fehérorosz labdarúgó-válogatott Fehéroroszország nemzeti csapata, amelyet a fehérorosz labdarúgó-szövetség (belaruszul: Беларуская Фэдэрацыя Футбола, magyaros átírásban: Belaruszkaja Federacija Futbola) irányít. Még egyetlen világ -és Európa-bajnokságra sem sikerült kijutnia.

## A válogatott története

### 1990-es évek
A Szovjetunió felbomlása után első nem hivatalos mérkőzésüket Litvánia ellen játszották 1992. július 20-án. Az első hivatalos mérkőzésüket 1992. október 28-án játszották Ukrajna ellen Minszkben. A találkozó 1–1-s döntetlennel végződött. Az első győzelmüket Luxemburg ellen szerezték 1994. október 12-én. Fehéroroszország egyetlen világ- és Európa-bajnokságra sem jutott még ki.
Az 1994-es vb selejtezőiben még nem indultak. Nemzetközi megmérettetésben az 1996-os Európa-bajnokság selejtezőiben vettek részt először. Az eredmények közül kiemelkedett a Hollandia ellen szerzett 1–0-s győzelem. Az 1998-as vb selejtezőjében mindössze négy pontot gyűjtve a csoportjuk utolsó helyén végeztek.
A 2000-es Európa-bajnokság selejtezőiben az 1. csoportban szerepeltek Olaszország, Dánia, Svájc és Wales társaságában. Három döntetlennel és öt vereséggel az utolsó helyen zárták a sorozatot.

### 2000-es évek
A 2002-es világbajnokság selejtezőiben már jobban szerepeltek, a második helyről csak két ponttal maradtak le. A hazai mérkőzéseiken csak Ukrajna ellen szenvedtek vereséget, a többit rendre megnyerték. Lengyelországot 4–1-re, Norvégiát, Walest és Örményországot pedig egyaránt 2–1-re verték meg.
A 2004-es Eb selejtezőiben nagyon gyengén szerepeltek, nyolc selejtezőből hetet elveszítettek. A 2006-os vb selejtezőkön tíz ponttal csoportjuk ötödik helyén zártak. Jelentősebb eredmény egyedül a Skócia elleni idegenbeli 1–0-s győzelem volt. A 2008-as Európa-bajnokság selejtezőiben 2–1-re sikerült legyőzniük Hollandiát.
A 2010-es világbajnoki selejtezőkön különösebb eredményt nem értek el. Andorrát és Kazahsztánt oda-vissza legyőzték, ezenkívül még Ukrajnával játszottak egy 0–0-s döntetlent hazai pályán.

### 2010-es évek
A 2012-es Európa-bajnokság selejtezőiben Albániával, Bosznia-Hercegovinával, Franciaországgal, Romániával és Luxemburggal kerültek egy csoportba. Az első napon Franciaországot idegenben győzték le 1–0-ra. Ráadásul hazai környezetben is sikerült egy 1–1-s döntetlent játszaniuk a franciákkal. Végül a csoport 4. helyén végeztek 13 ponttal.
A 2014-es világbajnokság selejtezőinek I csoportjában egy győzelemmel, egy döntetlennel és hat vereséggel Spanyolország, Franciaország, Finnország és Grúzia mögött az utolsó helyen végeztek.
A 2016-os Európa-bajnokság selejtezőiben Spanyolország, Szlovákia és Ukrajna is megelőzte a fehéroroszokat. Szlovákiát idegenben sikerült 1–0-ra legyőzniük.
A 2018-as világbajnokság selejtezőiben Franciaország, Svédország, Hollandia, Bulgária és Luxemburg társaságában a A csoportba kerültek.

## Nemzetközi eredmények

### Világbajnokság
| Világbajnokság | Világbajnokság            | Világbajnokság            | Világbajnokság            | Világbajnokság            | Világbajnokság            | Világbajnokság            | Világbajnokság            | Világbajnokság            | Világbajnokság            | Selejtezők                | Selejtezők                | Selejtezők                | Selejtezők                | Selejtezők                | Selejtezők                | Selejtezők                |
| Év             | Eredmény                  | H.                        | M                         | Gy                        | D                         | V                         | G+                        | G–                        | Keret                     | H.                        | M                         | Gy                        | D                         | V                         | G+                        | G–                        |
| -------------- | ------------------------- | ------------------------- | ------------------------- | ------------------------- | ------------------------- | ------------------------- | ------------------------- | ------------------------- | ------------------------- | ------------------------- | ------------------------- | ------------------------- | ------------------------- | ------------------------- | ------------------------- | ------------------------- |
| 1930–1990      | A Szovjetunió része volt. | A Szovjetunió része volt. | A Szovjetunió része volt. | A Szovjetunió része volt. | A Szovjetunió része volt. | A Szovjetunió része volt. | A Szovjetunió része volt. | A Szovjetunió része volt. | A Szovjetunió része volt. | A Szovjetunió része volt. | A Szovjetunió része volt. | A Szovjetunió része volt. | A Szovjetunió része volt. | A Szovjetunió része volt. | A Szovjetunió része volt. | A Szovjetunió része volt. |
| 1994           | nem indult                | nem indult                | nem indult                | nem indult                | nem indult                | nem indult                | nem indult                | nem indult                | nem indult                | nem indult                | nem indult                | nem indult                | nem indult                | nem indult                | nem indult                | nem indult                |
| 1998           | nem jutott ki             | nem jutott ki             | nem jutott ki             | nem jutott ki             | nem jutott ki             | nem jutott ki             | nem jutott ki             | nem jutott ki             | nem jutott ki             | 6.                        | 6.                        | 10                        | 1                         | 1                         | 8                         | 5                         |
| 2002           | nem jutott ki             | nem jutott ki             | nem jutott ki             | nem jutott ki             | nem jutott ki             | nem jutott ki             | nem jutott ki             | nem jutott ki             | nem jutott ki             | 3.                        | 3.                        | 10                        | 4                         | 3                         | 3                         | 12                        |
| 2006           | nem jutott ki             | nem jutott ki             | nem jutott ki             | nem jutott ki             | nem jutott ki             | nem jutott ki             | nem jutott ki             | nem jutott ki             | nem jutott ki             | 5.                        | 5.                        | 10                        | 2                         | 4                         | 4                         | 12                        |
| 2010           | nem jutott ki             | nem jutott ki             | nem jutott ki             | nem jutott ki             | nem jutott ki             | nem jutott ki             | nem jutott ki             | nem jutott ki             | nem jutott ki             | 4.                        | 4.                        | 10                        | 4                         | 1                         | 5                         | 19                        |
| 2014           | nem jutott ki             | nem jutott ki             | nem jutott ki             | nem jutott ki             | nem jutott ki             | nem jutott ki             | nem jutott ki             | nem jutott ki             | nem jutott ki             | 5.                        | 5.                        | 8                         | 1                         | 1                         | 6                         | 7                         |
| 2018           | nem jutott ki             | nem jutott ki             | nem jutott ki             | nem jutott ki             | nem jutott ki             | nem jutott ki             | nem jutott ki             | nem jutott ki             | nem jutott ki             | 6.                        | 6.                        | 10                        | 1                         | 2                         | 7                         | 6                         |
| 2022           | nem jutott ki             | nem jutott ki             | nem jutott ki             | nem jutott ki             | nem jutott ki             | nem jutott ki             | nem jutott ki             | nem jutott ki             | nem jutott ki             | 5.                        | 5.                        | 8                         | 1                         | 0                         | 7                         | 7                         |
| 2026           | később                    | később                    | később                    | később                    | később                    | később                    | később                    | később                    | később                    | később                    | később                    | később                    | később                    | később                    | később                    | később                    |
| Összesen       | –                         | 0/7                       | –                         | –                         | –                         | –                         | –                         | –                         | –                         | Összesen                  | –                         | 66                        | 14                        | 12                        | 40                        | 68                        |

### Európa-bajnokság
| Európa-bajnokság | Európa-bajnokság          | Európa-bajnokság          | Európa-bajnokság          | Európa-bajnokság          | Európa-bajnokság          | Európa-bajnokság          | Európa-bajnokság          | Európa-bajnokság          | Európa-bajnokság          | Selejtezők                | Selejtezők                | Selejtezők                | Selejtezők                | Selejtezők                | Selejtezők                | Selejtezők                |
| Év               | Eredmény                  | H.                        | M                         | Gy                        | D                         | V                         | G+                        | G–                        | Keret                     | H.                        | M                         | Gy                        | D                         | V                         | G+                        | G–                        |
| ---------------- | ------------------------- | ------------------------- | ------------------------- | ------------------------- | ------------------------- | ------------------------- | ------------------------- | ------------------------- | ------------------------- | ------------------------- | ------------------------- | ------------------------- | ------------------------- | ------------------------- | ------------------------- | ------------------------- |
| 1960–1992        | A Szovjetunió része volt. | A Szovjetunió része volt. | A Szovjetunió része volt. | A Szovjetunió része volt. | A Szovjetunió része volt. | A Szovjetunió része volt. | A Szovjetunió része volt. | A Szovjetunió része volt. | A Szovjetunió része volt. | A Szovjetunió része volt. | A Szovjetunió része volt. | A Szovjetunió része volt. | A Szovjetunió része volt. | A Szovjetunió része volt. | A Szovjetunió része volt. | A Szovjetunió része volt. |
| 1996             | nem jutott ki             | nem jutott ki             | nem jutott ki             | nem jutott ki             | nem jutott ki             | nem jutott ki             | nem jutott ki             | nem jutott ki             | nem jutott ki             | 4.                        | 10                        | 3                         | 2                         | 5                         | 8                         | 13                        |
| 2000             | nem jutott ki             | nem jutott ki             | nem jutott ki             | nem jutott ki             | nem jutott ki             | nem jutott ki             | nem jutott ki             | nem jutott ki             | nem jutott ki             | 5.                        | 8                         | 0                         | 3                         | 5                         | 4                         | 10                        |
| 2004             | nem jutott ki             | nem jutott ki             | nem jutott ki             | nem jutott ki             | nem jutott ki             | nem jutott ki             | nem jutott ki             | nem jutott ki             | nem jutott ki             | 5.                        | 8                         | 1                         | 0                         | 7                         | 4                         | 20                        |
| 2008             | nem jutott ki             | nem jutott ki             | nem jutott ki             | nem jutott ki             | nem jutott ki             | nem jutott ki             | nem jutott ki             | nem jutott ki             | nem jutott ki             | 4.                        | 12                        | 4                         | 1                         | 7                         | 17                        | 23                        |
| 2012             | nem jutott ki             | nem jutott ki             | nem jutott ki             | nem jutott ki             | nem jutott ki             | nem jutott ki             | nem jutott ki             | nem jutott ki             | nem jutott ki             | 4.                        | 10                        | 3                         | 4                         | 3                         | 8                         | 7                         |
| 2016             | nem jutott ki             | nem jutott ki             | nem jutott ki             | nem jutott ki             | nem jutott ki             | nem jutott ki             | nem jutott ki             | nem jutott ki             | nem jutott ki             | 4.                        | 10                        | 3                         | 2                         | 5                         | 8                         | 14                        |
| 2020             | nem jutott ki             | nem jutott ki             | nem jutott ki             | nem jutott ki             | nem jutott ki             | nem jutott ki             | nem jutott ki             | nem jutott ki             | nem jutott ki             | 4. (pótselejtező)         | 9                         | 1                         | 1                         | 7                         | 4                         | 17                        |
| 2024             | nem jutott ki             | nem jutott ki             | nem jutott ki             | nem jutott ki             | nem jutott ki             | nem jutott ki             | nem jutott ki             | nem jutott ki             | nem jutott ki             | 4.                        | 10                        | 3                         | 3                         | 4                         | 9                         | 14                        |
| Összesen         | –                         | 0/8                       | –                         | –                         | –                         | –                         | –                         | –                         | –                         | Összesen                  | 77                        | 18                        | 16                        | 43                        | 62                        | 118                       |

### UEFA Nemzetek Ligája
| Csoportkör | Csoportkör | Csoportkör | Csoportkör | Csoportkör | Csoportkör | Csoportkör | Csoportkör | Csoportkör | Csoportkör | Csoportkör      | Csoportkör | Egyenes kieséses szakasz | Egyenes kieséses szakasz | Egyenes kieséses szakasz | Egyenes kieséses szakasz | Egyenes kieséses szakasz | Egyenes kieséses szakasz | Egyenes kieséses szakasz | Egyenes kieséses szakasz | Egyenes kieséses szakasz |
| Szezon     | Liga       | Csoport    | H          | M          | Gy         | D          | V          | G+         | G–         | Feljutás/kiesés | Helyezés   | Év                       | Eredmény                 | M                        | Gy                       | D                        | V                        | G+                       | G–                       | Keret                    |
| ---------- | ---------- | ---------- | ---------- | ---------- | ---------- | ---------- | ---------- | ---------- | ---------- | --------------- | ---------- | ------------------------ | ------------------------ | ------------------------ | ------------------------ | ------------------------ | ------------------------ | ------------------------ | ------------------------ | ------------------------ |
| 2018–19    | D          | 2.         | 1.         | 6          | 4          | 2          | 0          | 10         | 0          | Növekedés       | 43.        | 2019                     | nem jutott be            | nem jutott be            | nem jutott be            | nem jutott be            | nem jutott be            | nem jutott be            | nem jutott be            | nem jutott be            |
| 2020–21    | C          | 4.         | 2.         | 6          | 3          | 1          | 2          | 10         | 8          | Állandó         | 38.        | 2021                     | nem jutott be            | nem jutott be            | nem jutott be            | nem jutott be            | nem jutott be            | nem jutott be            | nem jutott be            | nem jutott be            |
| 2022–23    | C          | 3.         | 4.         | 6          | 0          | 3          | 3          | 3          | 7          | Állandó         | 46.        | 2023                     | nem jutott be            | nem jutott be            | nem jutott be            | nem jutott be            | nem jutott be            | nem jutott be            | nem jutott be            | nem jutott be            |
| 2024–25    | C          | 3.         | 3.         | 6          | 1          | 4          | 1          | 3          | 4          | Állandó         | 41.        | 2025                     | nem jutott be            | nem jutott be            | nem jutott be            | nem jutott be            | nem jutott be            | nem jutott be            | nem jutott be            | nem jutott be            |
| Összesen   | Összesen   | Összesen   | Összesen   | 18         | 7          | 6          | 5          | 23         | 15         |                 |            |                          | 0/4                      | –                        | –                        | –                        | –                        | –                        | –                        |                          |

## Válogatottsági rekordok
- A még aktív játékosok (Félkövérrel) vannak megjelölve.

### Legtöbbször pályára lépett játékosok
| Hely | Játékos                 | Mérkőzés | Gólok | Időszak   |
| ---- | ----------------------- | -------- | ----- | --------- |
| 1    | Alyaksandr Kulchy       | 102      | 5     | 1996–2012 |
| 2    | Aljakszandr Hleb        | 80       | 6     | 2001–     |
| 3    | Sergei Gurenko          | 80       | 3     | 1994–2006 |
| 4    | Szjarhej Karnyilenka    | 78       | 17    | 2003–2016 |
| 5    | Timofei Kalachev        | 76       | 10    | 2004–2016 |
| 6    | Syarhey Amelyanchuk     | 74       | 1     | 2002–2011 |
| 7    | Syarhey Shtanyuk        | 71       | 3     | 1995–2007 |
| 8    | Syarhey Kislyak         | 70       | 9     | 2009–     |
| 9    | Aljakszandr Martynovich | 67       | 2     | 2009–     |
| 10   | Igor Shitov             | 66       | 1     | 2008–     |
| 11   | Maksim Romaschenko      | 64       | 20    | 1998–2008 |
| 12   | Yuri Zhevnov            | 58       | 0     | 2003–2015 |

### Legtöbb gólt szerző játékosok
| #  | Játékos               | Gól | Vál. | Időszak   |
| -- | --------------------- | --- | ---- | --------- |
| 1  | Maksim Romaschenko    | 20  | 64   | 1998–2008 |
| 2  | Szjarhej Karnyilenka  | 17  | 78   | 2003–2016 |
| 3  | Vitali Kutuzov        | 13  | 52   | 2002–2011 |
| 4  | Vyacheslav Hleb       | 12  | 45   | 2004–2011 |
| 5  | Raman Vasilyuk        | 10  | 24   | 2000–2008 |
| 5  | Vital Radzivonav      | 10  | 48   | 2007–2017 |
| 5  | Valyantsin Byalkevich | 10  | 56   | 1992–2005 |
| 5  | Stanislaw Drahun      | 10  | 76   | 2004–2016 |
| 5  | Timofei Kalachev      | 10  | 59   | 2011–     |
| 10 | Syarhey Kislyak       | 9   | 70   | 2009–     |
| 11 | Vital Bulyga          | 8   | 37   | 2003–2008 |

### Ismert játékosok
- Szergej Alejnyikov
- Valentyin Belkevics
- Szergej Gurenko
- Aljakszandr Hleb
- Vjacseszlav Hleb
- Szjarhej Karnyilenka
- Vitalij Kutuzov
- Makszim Romascsenko

## Szövetségi kapitányok
| Szöv. kap.                    | Időszak              | Mérkőzés | Gy | D  | V   | Gólok   |
| ----------------------------- | -------------------- | -------- | -- | -- | --- | ------- |
| Mihail Verhejenka             | 1992–1994, 1997–1999 | 24       | 2  | 6  | 16  | 22–40   |
| Szjarhej Barovszki            | 1994–1996, 1999–2000 | 26       | 4  | 9  | 13  | 21–43   |
| Eduard Malafejev              | 2000–2003            | 22       | 10 | 5  | 7   | 31–31   |
| Valerij Sztralcov (megbízott) | 2002                 | 1        | 0  | 0  | 1   | 0–3     |
| Anatolij Bajdacsnij           | 2003–2005            | 22       | 10 | 4  | 8   | 34–29   |
| Juri Puntusz                  | 2006–2007            | 14       | 3  | 4  | 7   | 19–26   |
| Bernd Stange                  | 2007–2011            | 49       | 17 | 14 | 18  | 65–54   |
| Heorhij Kandracjev            | 2011–2014            | 27       | 9  | 8  | 11  | 37–35   |
| Andrej Zigmantovics           | 2014                 | 2        | 1  | 0  | 1   | 3–5     |
| Aljakszandr Hackevics         | 2014–2016            | 18       | 6  | 6  | 6   | 14–19   |
| Igor Kriusenko                | 2017–2019            | 25       | 8  | 4  | 13  | 23–37   |
| Mihail Marhel                 | 2019–2021            | 0        | 0  | 0  | 0   | 0–0     |
| Összesen:                     | 1992–                | 231      | 70 | 60 | 101 | 269–322 |